# Thorpe le Street
Thorpe le Street är en by i civil parish Hayton, i distriktet East Riding of Yorkshire, i grevskapet East Riding of Yorkshire, i England. Byn är belägen 5 km från Market Weighton. Thorpe le Street var en civil parish 1866–1935 när blev den en del av Hayton. Civil parish hade 28 invånare år 1931. Byn nämndes i Domedagsboken (Domesday Book) år 1086, och kallades då Rud(e)torp.